# Pumpstocken 10
Pumpstocken 10 est un édifice situé dans le quartier de Norrmalm à Stockholm en Suède,.

## Présentation
Pumpstocken 10 est un édifice de valeur culturelle et historique située dans l'ilôt de Pumpstocken, à l'angle de Birger Jarlsgatan 13 et de Mäster Samuelsgatan 2. 
Le bâtiment a été construit entre 1896 et 1898 selon les plans du cabinet d'architectes Ullrich & Hallquist, qui à conçu environ 40 bâtiments à Stockholm et plusieurs caisses d'épargne à travers le Suède. 
La maison appartient à la société immobilière Hufvudstaden depuis 1917 et est labellisée verte par le Musée municipal de Stockholm, ce qui signifie qu'elle est considérée comme « particulièrement précieuse d'un point de vue historique, culturel, environnemental ou artistique ».
Pumpstocken 10 a été construit en tant que un bâtiment résidentiel et commercial entre 1896 et 1898 à l'angle sud-est du quartier nouvellement formé et de la rue Birger Jarlsgatan nouvellement aménagée. 
Le propriétaire et promoteur du bien était le grossiste A.G. Jonsson. 
Il a engagé le cabinet d'architectes Ullrich & Hallquist pour concevoir la maison, et le maître d'œuvre Lars Petter Törnvall l'a construite.
Hufvudstaden est propriétaire de l'édifice depuis 1917.
Le bâtiment comptait cinq étages avec une façade sur rue entièrement revêtue de pierre naturelle claire de style bugnato au rez-de-chaussée.
Au-dessus de l'avant-toit s'étendait une balustrade en pierre et l'angle était une tour arrondie couronnée d'un capot conique. D'après le permis de construire de 1896, les architectes avaient prévu une lanterne au sommet du capot, mais elle n'a pas été construite. Derrière la façade de la tour d'angle se trouvait le grand hall elliptique des appartements. L'escalier du deuxième étage donnait accès à un balcon qui s'étend sur la moitié de la tour. Face à Birger Jarlsgatan, une baie vitrée a été aménagée qui s'étend sur trois étages et marque la salle à manger et le vestibule des appartements vers l'extérieur.
Un incendie dans les combles en 1922 détruisit le dernier étage et la hotte caractéristique de la tour d'angle disparut. Après une réparation et un remodelage qui ont ajouté un étage supplémentaire à la maison, le bâtiment a pris son apparence actuelle. Les dessins ont été conçus par l'architecte Edvard Bernhard.

## Galerie

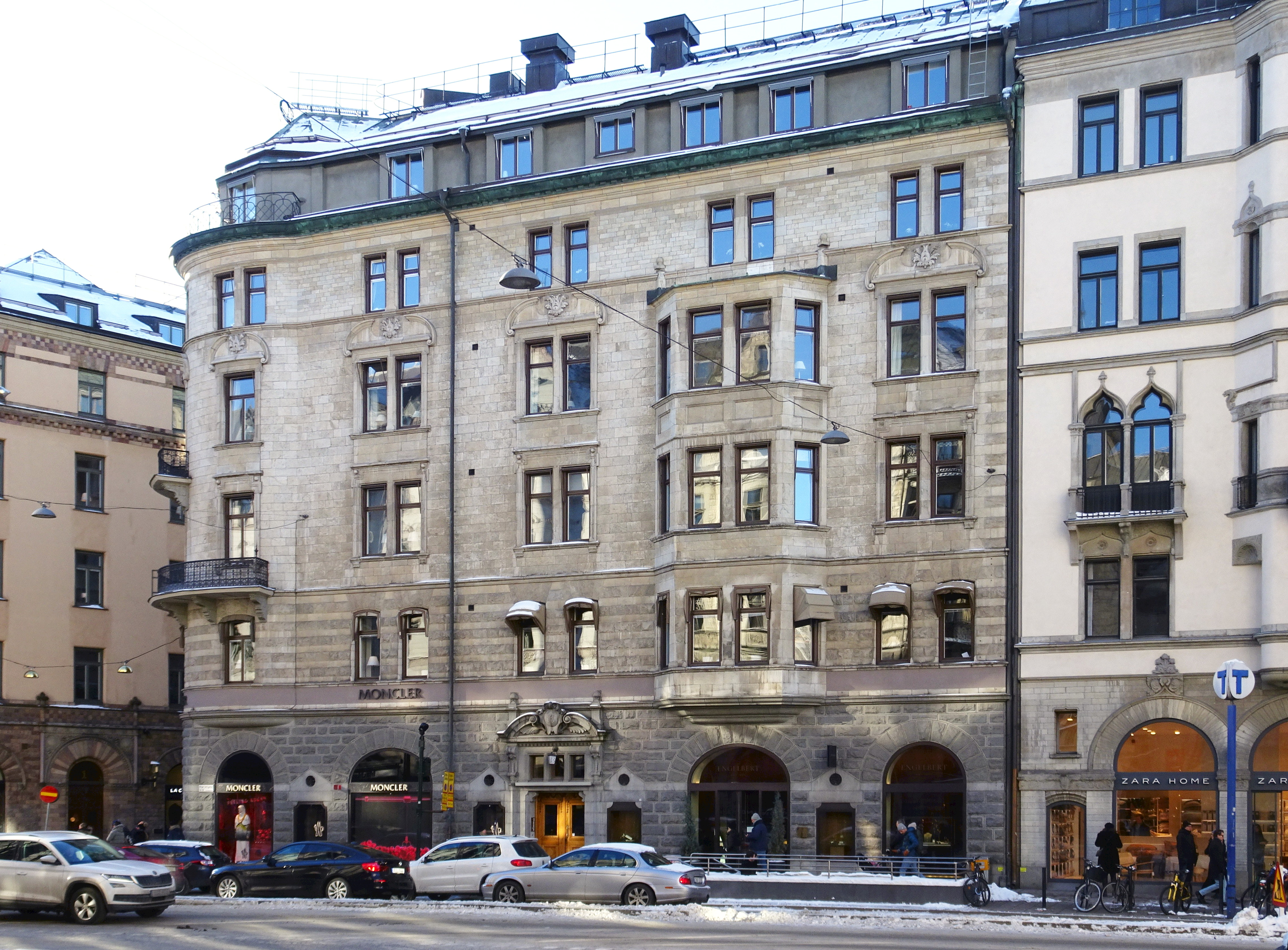
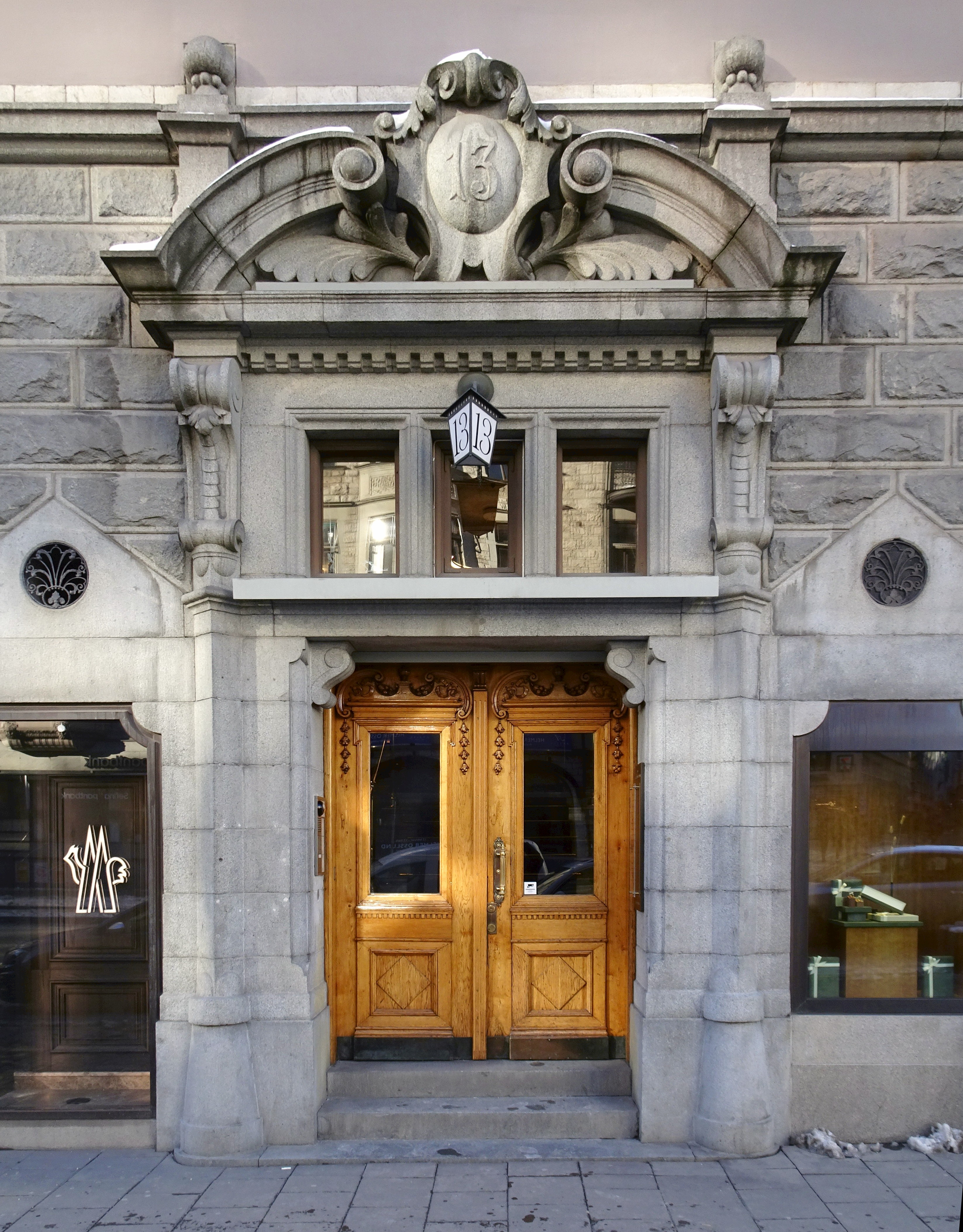
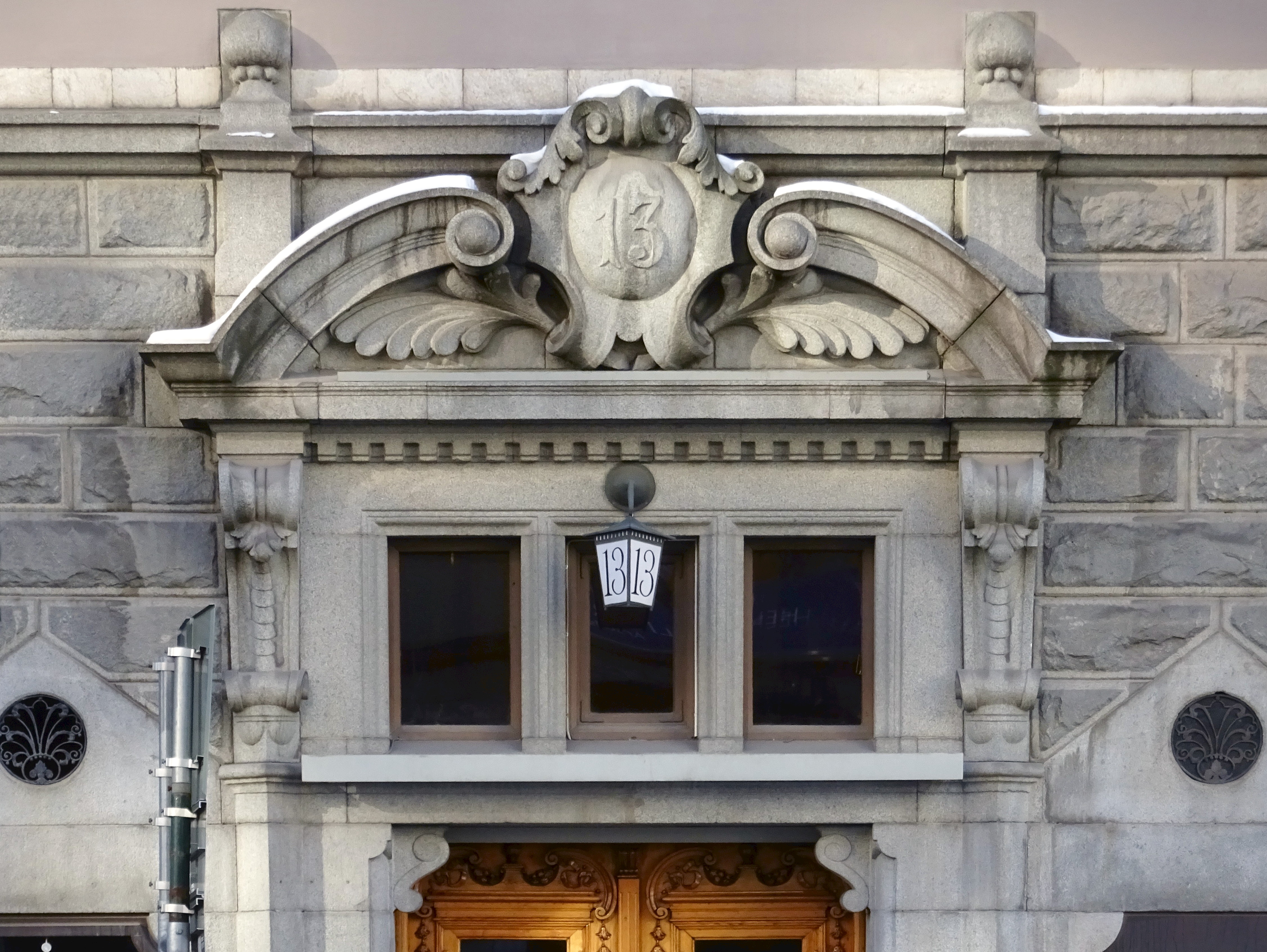
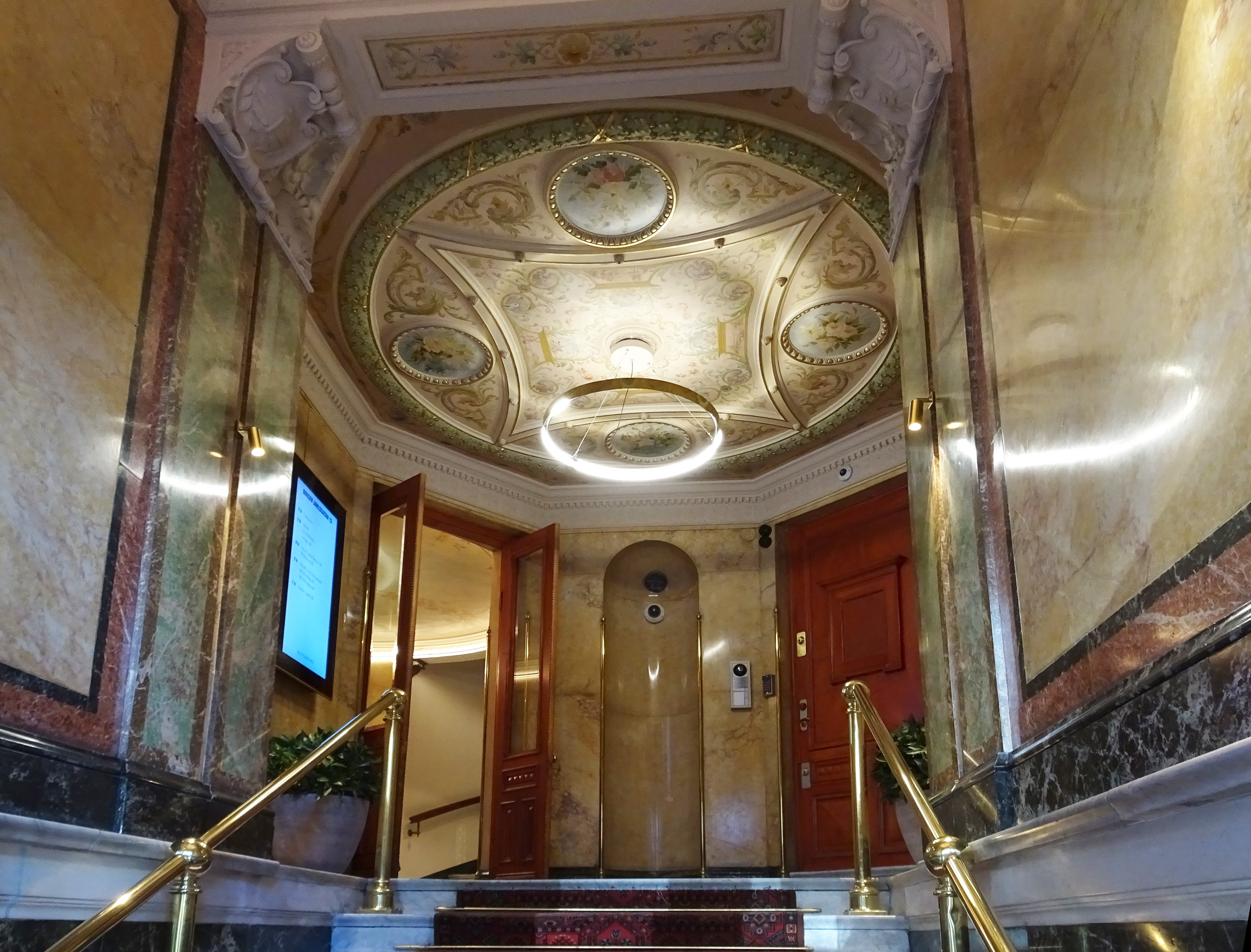